# ペカン油
ペカン油(ペカンゆ、英: Pecan oil)は、ペカンのナッツから抽出される食用の圧搾油である。ピカン油とも言う。味はなく、使われた調味料の味がつく。
ペカン油は、9.5%の飽和脂肪酸を含み、これはオリーブ油(13.5%)、ピーナッツオイル(16.90%)、コーン油(12.70%)よりも少ない。
ペカン油は、オレイン酸(52.0%)等の一不飽和脂肪酸を多く含み、飽和脂肪酸の割合が小さいため、ヘルシーな油であると考えられている。リノール酸(36.6%)や少量のパルミチン酸(7.1%)、ステアリン酸(2.2%)、リノレン酸(1.5%)も含む。ペカン油全体では、悪玉コレステロールや心臓病のリスクを減らす。
主な用途は、調理用である。発煙点が約240℃と高いため、高温が必要な料理や揚げ物に適している。わずかなナッツの風味があり、サラダドレッシングやディップにも用いられる。ペカン油はオリーブ油よりも軽く、全ての料理に合う。また、通常ペカン油には保存料や添加物が加えられず、バター等の代わりとしてパン焼きにも用いられる。賞味期限を伸ばし、酸敗を防ぐため、開封後は冷蔵庫に保存することが推奨される。

## 製造
抽出の前に、ナッツを軽くローストして挽く。その後、機械抽出法で抽出が行われる。天然のナッツの風味と油の栄養価を残すため、多くの業者は、化学抽出法を避ける。

## 見かけ
ペカン油は軽く、色は淡い黄色である。

## その他の用法
マッサージやアロマセラピーにも用いられる。